# Marie Luise Kaschnitz
Marie Luise Kaschnitz, née baronne von Holzing-Berstett le 31 janvier 1901 à Karlsruhe et morte le 10 octobre 1974 à Rome, est une poétesse, romancière et nouvelliste allemande.

## Biographie
Marie Luise von Holzing-Berstett est née à Karlsruhe en 1901 d'un père général de brigade (Generalmajor). Elle grandit à Potsdam et à Berlin. Après son Abitur, elle suit entre 1922 et 1924 des études pour devenir libraire. Elle travaille pour un éditeur munichois, puis pour un antiquaire romain.
En 1925, elle épouse un archéologue viennois, le baron Guido Kaschnitz von Weinberg, qu'elle suit sur les lieux de ses fouilles archéologiques (France, Italie, Grèce, etc.) et dans ses diverses nominations universitaires : Königsberg en 1932, Marbourg en 1937, Francfort-sur-le-Main en 1941 et Rome en 1955. Son mari meurt à Rome en 1958.
Son premier roman, Liebe beginnt paraît en 1933, suivi d'Elisa en 1937. Marie Luise Kaschnitz rencontre un succès modeste.
Peu après la défaite allemande de 1945, elle publie un recueil de douze essais : Menschen und Dinge 1945. Zwölf Essays (1946), puis deux recueils de poésie, Gedichte (1947) et Totentanz und Gedichte zur Zeit (1948) qui établissent sa renommée en Allemagne. 
Dans les années qui suivent, elle multiplie ensuite les styles de narration : romans, nouvelles, autobiographie. Elle décrit sa conception de la littérature et son style dans Warum ich nicht wie Georg Trakl schreibe en 1967.
En 1955, elle obtient le prix Georg-Büchner, le prix Immermann en 1957 et le prix Roswitha (accordé uniquement aux femmes) en 1972. Elle est conférencière invitée de la chaire de poétique à l'université Johann Wolfgang Goethe de Francfort-sur-le-Main en 1960. Elle est membre du PEN club de la République fédérale d'Allemagne, de l'Académie allemande pour la langue et la littérature ainsi que de l'Académie bavaroise des beaux-arts.
Un prix littéraire porte son nom.

## Quelques œuvres
- Liebe beginnt. Roman, Berlin 1933
- Elissa. Roman, Berlin 1936
- Griechische Mythen. Prosa, Hamburg 1943
- Menschen und Dinge 1945. Zwölf Essays. Heidelberg 1946
- Gedichte. Hamburg 1947
- Totentanz und Gedichte zur Zeit. Hamburg 1948
- Adam und Eva (1949)
- Zukunftsmusik. Gedichte, Hamburg 1950
- Hiroshima (1951)
- Das dicke Kind und andere Erzählungen. Krefeld 1952
- Ewige Stadt. Rom-Gedichte. Krefeld 1952
- Engelsbrücke. Römische Betrachtungen. Hamburg 1955
- Das Haus der Kindheit. Autobiographie, Hamburg 1956
- Lange Schatten. Erzählungen, Hamburg 1960
- Dein Schweigen – meine Stimme. Gedichte 1958–1961. Hamburg 1962
- Hörspiele. Hamburg 1962
- Einer von zweien (1962)
- Wohin denn ich. Aufzeichnungen. Hamburg 1963
- Überallnie. Ausgewählte Gedichte 1928–1965. Hamburg 1965
- Ein Wort weiter (1965)
- Ferngespräche. Erzählungen, Frankfurt am Main 1966
- Beschreibung eines Dorfes. Frankfurt am Main 1966
- Popp und Mingel (1967)
- Ein Gedicht (1967)
- Tage, Tage, Jahre. Aufzeichnungen. Frankfurt am Main 1968
- Die fremde Stimme. Hörspiel, München 1969
- Steht noch dahin. Neue Prosa. Frankfurt am Main 1970
- Kein Zauberspruch. Gedichte. Frankfurt am Main 1972
- Orte. Aufzeichnungen. Frankfurt am Main 1973
- Der alte Garten. Ein Märchen. Düsseldorf 1977 (publication posthume)

## Œuvres traduites en français
- L’Oiseau roc, nouvelles, trad. de Pierre Furlan, Arles, France, Actes Sud, coll. « Lettres allemandes », 1986, 209 p.  (ISBN 2-86869-065-3)
- Christine, nouvelles, trad. de Pierre Furlan, Arles, France, Actes Sud, coll. « Lettres allemandes », 1988, 214 p.  (ISBN 2-86869-301-6)